# Јакоб Огава
Јакоб Миклебуст (рођен 1997.у Трондхeјму), познатији по имену Јакоб Огава, је норвешки уметник и текстописац из Осла.
Године 2016. дошао је деби "You'll Be On My Mind" у Diamond Club. Песма је имала светску премијеру на Ја Ја Ја Мusic и норвешку премијеру на НРК П3 . Године 2017. потписао је уговор са шведском инди компанијом Playground Music и објавио ЕП Bedroom Tapes.  . 2019. објављен је ЕП Април.
Јакоб Огава је стекао име на сценама као што су Parkteatret и Internasjonalen и свирао је као загревање за амерички бенд LANY и Swedish Magic Potion.Уметничко име Огава преузето је са постера који је висио у његовој спаваћој соби.

## Бенд
На скоро свим концертима и турнејама, Јакоб Огава је наступао са редовним бендом. Бенд је настао док су сви оригинални чланови отишли у Осло у Steinerskole.
Тренутни чланови
- Лауриц Каса - бубњеви (2018 – данас)
- Георг Минос - (2018 – данас)
- Оскар Валанд Лунд - синтисајзер (2019 – данас)

Бивши чланови
- Едвард Гранум Дилнер - бас гитара (2016–2018)
- Џек Холдорф - бубњеви (2016)
- Брајт Микалсен - синтисајзер, гитара (2016-2018)
- Нилс Сандгрен - бубњеви (2017)
- Аксел Оксби - гитара (2017-2019)